# Oboliszki
Oboliszki (biał. Абалішкі; ros. Абалишки) – chutor na Białorusi, w obwodzie grodzieńskim, w rejonie werenowskim, w sielsowiecie Podhorodno.
Dawniej zaścianek i kolonia. W dwudziestoleciu międzywojennym leżały w Polsce, w województwie nowogródzkim, w powiecie lidzkim. Zaścianek początkowo leżał w gminie Bieniakonie, a kolonia w gminach Aleksandrowo (do 1925) oraz Mackiszki (1925 - 1929). 11 kwietnia 1929 obie miejscowości weszły w skład gminy Werenowo. Po II wojnie światowej w granicach Związku Sowieckiego. Od 1991 w niepodległej Białorusi.